# Novovjekovni brodolom ispred Saladinca kod Biševa
Ostatci novovjekog brodoloma trgovačkog broda nalaze se ispred uvale Saladinca na otoku Biševu, područje Grada Komiže.

## Opis
Ostaci naoružanog, trgovačkog broda iz 17. st. nalaze se ispred uvale Saladinac na otoku Biševu. Vidljiva su dva željezna sidra, jedan manji top, te raznoliki sitni materijal, svici bakrenog lima, namotaji bakrene žice, praporci, prozorska stakla, boce i čaše od murano stakla, keramičko posuđe, komadi metala, drveta i sl. Pod pijeskom je dio tereta i drveni ostaci brodske konstrukcije.

## Zaštita
Pod oznakom Z-3 zaveden je kao nepokretno kulturno dobro - arheologija, pravna statusa zaštićena kulturnog dobra, klasificirano kao "podvodna arheološka zona/nalazište".